# 葉茂才
葉茂才（1558年—1629年），字參之，號玄堂，江苏無錫縣人。明朝政治人物。

## 生平
嘉靖三十七年戊午三月初十日生，萬歷十六年（1588年）戊子科應天鄉試舉人，十七年（1589年）成己丑科二甲十七名進士。吏部觀政，十月除刑部主事，以便養改南京工部，分司芜湖钞关。二十年调南京吏部，十月升郎中，二十一年癸巳养病。二十七年己亥调礼部郎中，养病。二十九年辛丑补尚宝司丞，三十四年丙午二月升本司少卿，三十六年戊申升南京大理寺丞，本年养病。四十年壬子升南京太仆寺少卿，四十三年养病。天启二年壬戌起太仆寺少卿，三年九月升太常寺卿。四年擢南京工部右侍郎。明年抵官。甫三月，以時政日非，謝病歸。天啓六年（1626年）三月友人高攀龍被逮，赴水死，使者將逮其子世儒，茂才力救免之。崇祯二年（1629年）六月十七日卒，年七十二。
萬歷三十二年（1604年），與顾允成、高攀龙、安希范、刘元珍、钱一本、薛敷教等重修东林书院。

## 家族
曾祖葉庭芮；祖父葉謨；父葉联。母許氏。娶華氏（1557年-1624年），封安人，生子继武，九歲而夭。一女嫁秦雷震。侧室胡氏生二女。嗣子继斌、光輔。